# Lateline
Lateline é um telejornal e programa de atualidades australiano, que vai ao ar nas noites dos dias de semana às 22:30 no ABC1, em formato semelhante ao programa Newsnight da BBC. O programa tem desenvolvido uma reputação respeitável de debates sobre temas atuais e entrevistas políticas. Lateline é seguido por seu "programa irmão" Lateline Business, que começou em 14 de agosto de 2006.